# Подобедов, Владимир Васильевич
Влади́мир Васи́льевич Подобе́дов (род. 28 января 1960, Брюховецкая, Краснодарский край) — советский футболист, защитник.

## Карьера
Футболом начал заниматься в родной станице Брюховецкой. В 1977 году поступил на факультет механизации с/х КСХИ и начал играть за факультет а затем и сборную института. С 1980 по 1988 год выступал за «Кубань», в составе которой в 1982 году дебютировал в высшей лиге СССР, где сыграл 9 встреч. Всего за это время провёл 239 матчей и забил 4 гола в чемпионате и первенстве СССР, и ещё 11 встреч сыграл в Кубке. В 1987 году стал в составе «жёлто-зелёных» чемпионом РСФСР.
С 1989 по 1990 год защищал цвета горьковского «Локомотива», принял участие в 42 матчах команды в сезоне 1989 года. В 1990 году вернулся в «Кубань», в составе которой провёл в том сезоне 6 встреч.

## Достижения
- Чемпион РСФСР: 1987

## После карьеры
После завершения карьеры профессионального футболиста основал в 1993 году команду «Лада-Юг», в которой играли ветераны кубанского футбола. Затем занимался бизнесом, в свободное время играя на любительском уровне за команду ветеранов ФК «Кубань», в составе которой в 2002 году стал чемпионом России среди ветеранов.
С 2002 по 2003 год работал генеральным, а затем до 2004 года техническим директором в «Кубани». Затем в 2004 году до декабря был заместителем генерального директора в «Черноморце».

## Образование
Окончил Кубанский сельскохозяйственный институт.

## Награды
- Медаль «За выдающийся вклад в развитие Кубани» III степени (2004)[8]